# Jonas Hofmann
Jonas Hofmann (født 14. juli 1992) er en tysk professionel fodboldspiller, som spiller for Bundesliga-klubben Bayer Leverkusen og Tysklands landshold.

## Klubkarriere

### 1899 Hoffenheim
Hofmann kom igennem ungdomsakademiet hos 1899 Hoffenheim, og debuterede for reserveholdet i 2011. Han endte dog aldrig med at spille en kamp på førsteholdet.

### Borussia Dortmund
Hofmann skiftede i sommeren 2011 til Borussia Dortmund. Han spillede den første sæson i klubben for reserveholdet, og fik sin debut for førsteholdet den 16. december 2012 i en Bundesliga-kamp imod hans tidligere klub 1899 Hoffenheim.
Hofmann blev i 2014-15 sæsonen udlejet til Mainz 05.

### Borussia Mönchengladbach
Hofmann skiftede i januar 2016 til Borussia Mönchengladbach på en permanent aftale. Den 21. oktober 2018 scorede han sit første hattrick i sin karriere, da han scorede 3 mål i en sejr over hans tidligere klub Mainz.

### Bayer Leverkusen
Hofmann skiftede i juli 2023 til Bayer Leverkusen.

## Landsholdskarriere

### Ungdomslandshold
Hofmann har repræsenteret Tyskland på flere ungdomsniveauer.

### Seniorlandshold
Hofmann debuterede for Tysklands landshold den 7. oktober 2020.

## Titler
Borussia Dortmund
- DFL-Supercup: 2 (2013, 2014)